# Республіканська першість Болгарії з футболу
Республіканська першість з футболу (болг. Републиканско първенство по футбол) — національне змагання з футболу в Болгарії, наступник Державної першості. Було проведено чотири сезони між 1945 і 1948 роками. Після 1948 року він був реорганізований у республіканську футбольну групу.

## Формат
Чемпіонат проходив за олімпійською системою. В ньому брали участь клуби, які посідали перші місця у шести регіональних дивізіонах.
Здебільшого турнір проходив в один матч, а домашнє поле визначалось жеребкуванням. У разі нічийного матчі призначалось перегравання, що проводилось на стадіоні команди, яка була гостем у першому матчі. З часом почали використовуватись і двоматчеві двобої. Так півфінали та фінал в 1946 та 1947 роках були зіграні в двох матчах, а у 1948 році у всіх турах змаганя переможці визначалися після двох матчів.

## Сезони
| Сезон | Чемпіони (титулів)    | Фіналісти         |
| ----- | --------------------- | ----------------- |
| 1945  | Локомотив (Софія) (2) | Спортист (Софія)  |
| 1946  | Левські (Софія) (4)   | Локомотив (Софія) |
| 1947  | Левські (Софія) (5)   | Локомотив (Софія) |
| 1948  | Септемврі при ЦДВ (1) | Левські (Софія)   |

Примітки :
- Жирним виділено володарів золотого дубля, тобто переможців першості та кубка Болгарії.

## Результати

### За клубом
| Клуб              | Перемог | Фіналів |
| ----------------- | ------- | ------- |
| Левські (Софія)   | 2       | 1       |
| Локомотив (Софія) | 1       | 2       |
| Септемврі при ЦДВ | 1       | —       |
| Спортист (Софія)  | —       | 1       |

Примітки :
- Курсивом виділено клуби, що більше не існують.

### За містом
| Місто | Перемог | Фіналів |
| ----- | ------- | ------- |
| Софія | 4       | 4       |